# Juliana Notari
Juliana Notari, née à Recife au Brésil, en 1975, est une artiste plasticienne brésilienne féministe.
L'artiste, habituée des performances inaugure une sculpture monumentale à forme vulvaire, Diva, sur l'ancien site d'une usine à sucre, au Brésil, en janvier 2021.

## Biographie
Elle passe son enfance à Olinda dans un environnement baigné par l'art. Son grand-père est peintre. Son père João Roberto "Peixe" do Nascimento est dessinateur. Il est prisonnier et torturé pendant la dictature militaire établie au Brésil entre 1964 et 1985.
En 2003, Juliana Notari est diplômée en arts plastiques de l'Université fédérale de Pernambuc. En 2012, elle obtient un  diplôme de troisième cycle en arts visuels de l'Université d'État de Rio de Janeiro. En 2005, elle expose Dra. Diva et en 2009 Rire pour Moi à l'École Supérieure d’Art d’Aix-en-Provence.
Juliana Notari est connue au Brésil pour ses installations mêlant art vidéo et performance, autour du corps humain et des éléments naturels (bois, feu). En 2006, elle se montre en train de fissurer un mur à l'aide d'un marteau, qu'elle éclabousse ensuite de jets de sang animal avant d'y introduire des spéculums en acier inoxydable. Comme Marina Abramović, elle utilise son corps comme armure et plate-forme de combat. En 2013, Sorterro est une série de photographies qui montre la métamorphose de son corps : pendant deux ans elle ne s'épile plus. En 2016, Muda est une installation vidéo qui montre l'instant qui suit Sorterro la séance d'épilation. Elle sculpte sa propre tête avec la cire utilisée lors de l'épilation.

## InstallationDiva
Cette sculpture permanente est le fruit de 11 mois de travail et d'une résidence artistique en collaboration avec l'Usina de Arte de Recife, qui l'accueille dans son parc. Il s'agit d'un projet de réhabilitation, à des fins artistiques, d'une ancienne usine à sucre. En inaugurant sa statue monumentale titrée Diva le 2 janvier 2021, Juliana Notari fait polémique. Sa représentation d'une vulve géante est jugée indécente par une partie des internautes. Dans un article qui lui est consacré, le Daily Mail va jusqu'à flouter les photos de l'œuvre présentes sur le site. L'artiste explique qu'au-delà d'une vulve, c'est une blessure qu'elle a cherché à représenter ; « l'exploitation de la terre par le capitalisme ». Il s'agirait alors de la matérialisation d'une plaie ouverte, qui s'inscrit dans une série d'œuvres consacrées aux blessures. Avec son installation, l'artiste dit vouloir « [...] questionner la relation entre nature et culture dans notre société occidentale phallocentrique et anthropocentrique. ».
En provoquant, de fait, une discussion autour des tabous sexuels, l'artiste a été l'objet de commentaires haineux et sexistes venant des partisans du président d'extrême-droite Jair Bolsonaro, dont Olavo de Carvalho, sur Twitter,.
Son œuvre fait également polémique du côté des personnes transgenres, qui dénoncent le caractère excluant de la représentation vulvaire, ou des défenseurs de l'environnement que cette installation dans un paysage rural inquiète. De plus, les clichés publiés sur les réseaux sociaux montrent que l'œuvre a été construite par une main d'œuvre exclusivement masculine et noire. Juliana Notari s'en explique, justifiant la grande part des ouvriers noirs dans le secteur du BTP au Brésil, et réaffirmant son opposition à « cette situation structurelle, héritée du patriarcat et de l'esclavage ».
Dans le milieu culturel, l'artiste est soutenue par le cinéaste brésilien Kleber Mendonça Filho.
Les polémiques sont récurrentes lorsque des artistes contemporains exposent des sculptures monumentales en lien avec la représentation de la sexualité, telles que Le Vagin de la Reine d'Anish Kapoor en 2015 à Versailles, ou encore le Tree de Paul McCarthy en 2014, installé Place Vendôme, à Paris.

## Œuvres
- Symbebekos, 2002, performance, photographie, verre brisé et lumière, Trajectoires, Galerie Baobá, Fondation Joaquim Nabuco, Recife.
- Dra. Diva, 2006, performance, spéculum en acier inoxydable, marteau, lunette, gant et sang de bœuf, Verbo 8, Galeria Vermelho, São Paulo, au Brésil, puis à l'Ecole supérieure d'art d'Aix-en-Provence (ESAAIX), en France.
- Mimoso, installation vidéo, projection de la vidéo-performance sur trois écrans, 2014, 05:16 minutes, montage de l'exposition Desterro au Museum of Modern Art Aloisio Magalhães, Recife, Brésil.
- Diva, janvier 2020, installation, 33 m de haut x 16 m de large x 6 m de profondeur, béton recouvert de résine rouge vif, parc artistique et botanique Usina de Arte, Agua Preta, Etat de Pernambuco, Brésil.

## Prix et distinctions
- Bourse de recherche au Salon d'art contemporain de Pernambuco, 2004.
- Prix Funarte - Femmes en arts visuels, 2013.

## Expositions
- Territoires Transitoires, Palais de la Porte Dorée, Paris, 2005.
- Festival Performance Arte Brasil, Musée d'Art Moderne de Rio de Janeiro - MAM, Rio de Janeiro, 2011.